# The Millionaire (film 1931)
The Millionaire è un film del 1931 diretto da John G. Adolfi. Tratto da un racconto di Earl Derr Biggers, il film è la seconda versione portata sullo schermo della storia dell'industriale in pensione che apre in incognito una stazione di servizio per poter continuare a lavorare a dispetto dei medici. L'attore George Arliss riprende il ruolo del milionario James Alden che aveva interpretato anche nella versione muta.
James Cagney, in un ruolo secondario, appare per la quinta volta in un film dopo aver esordito al cinema l'anno precedente. Nelle sale era uscito il mese prima il film Nemico pubblico che lo vedeva protagonista insieme a Jean Harlow.

## Trama
Un magnate dell'auto viene indotto a ritirarsi dagli affari dalle insistenze del medico e della famiglia. Non volendo diventare un pensionato nullafacente, assume un'altra identità, mettendosi in affari con un giovane architetto senza un soldo. I due aprono una pompa di benzina, ma un rivale poco scrupoloso tenta di rovinarli. Il milionario però trova il modo di vincere il duello. Il suo socio, intanto, comincia a frequentare una bella ragazza, cliente della pompa di benzina, che aveva conosciuto ai tempi dell'università. Alla fine, verrà a sapere che la ragazza è la figlia del socio, che gli confesserà la sua vera identità. I due giovani si sposeranno.

## Produzione
Prodotto dalla Warner Bros., il film è il rifacimento di The Ruling Passion di F. Harmon Weight. Ambedue i film si basano su Idle Hands, racconto di Earl Derr Biggers pubblicato l'11 giugno 1921 su The Saturday Evening Post.

## Distribuzione
Il copyright del film, richiesto dalla Warner Bros. Pictures, Inc., fu registrato il 1º maggio 1931 con il numero LP2208, in contemporanea con l'uscita del film nelle sale statunitensi. In Francia, fu distribuito con il titolo Le Millionnaire; in Portogallo, dove uscì il 20 dicembre 1935, con quello di Milionário.

## Versioni cinematografiche
- 1922 The Ruling Passion di F. Harmon Weight (UA) con George Arliss
- 1931 The Millionaire di John G. Adolfi (WB) con George Arliss
- 1947 That Way with Women di Frederick de Cordova (WB) con Sydney Greenstreet